# GS1
GS1 est une organisation internationale à but non lucratif qui développe et maintient des standards pour l’identification des produits, des unités logistiques, des services, des lieux et les codes-barres associés. Le plus connu de ces standards est le code-barres sur les produits de grande consommation, un symbole imprimé sur les produits et pouvant être scanné électroniquement au passage en caisse.
GS1 compte 120 organisations membres locales (ex : GS1 France, …) et plus de 2 millions d'entreprises utilisatrices dans le monde. Son siège social est à Bruxelles.

## Histoire
En 1969, le secteur de la vente au détail aux États-Unis cherchait un moyen d'accélérer le passage en caisse. Un Comité ad hoc a été créé pour définir un code uniforme d'identification des produits d'épicerie.
En 1973, le Universal Product Code (UPC) a été sélectionné par ce groupe comme seul standard d'identification unique des produits.
En 1974, l'Uniform Code Council (UCC) a été fondé pour gérer ce standard.
Le 26 juin 1974, un paquet de chewing-gum Wrigley's est devenu le premier produit avec un code-barres à être scanné en magasin.
En 1976, le code original à 12 chiffres a été étendu à 13 chiffres, ce qui a permis au système d'identification d'être utilisé en dehors des États-Unis.
En 1977, l’European Article Numbering Association (EAN) – l’Association européenne de numérotation des articles (EAN) – a été créée à Bruxelles, par 12 pays Européens.
En 1990, EAN et UCC ont signé un accord de coopération mondial et étendu leur présence dans 45 pays.
En 1999, EAN et UCC ont lancé Auto-ID Centre pour développer le code électronique des produits Electronic Product Code (EPC), permettant l'utilisation des standards GS1 avec la RFID (Radio fréquence).
En 2004, EAN et UCC ont lancé le Global Data Synchronization Network (GDSN), Réseau mondial de synchronisation des données (GDSN), une initiative mondiale permettant aux partenaires commerciaux d'échanger efficacement des données de base sur les produits par voie électronique.
En 2005, l'organisation était présente dans plus de 90 pays et a commencé à utiliser le nom GS1 à l'échelle mondiale. Bien que « GS1 » ne soit pas un acronyme, il désigne l'organisation proposant un système mondial de standards.
En août 2018, le standard GS1 Web URI Structure Standard relatif à la structure des adresses de type page Web a été ratifié, permettant d'ajouter des identifiants uniques aux produits en stockant une URI (une adresse de type page web) sous forme de QR code (le QR Code augmenté GS1)

## Les codes-barres GS1
Un code-barres encode un numéro d'identification de produit qui peut être scanné électroniquement, facilitant ainsi le suivi, le traitement et le stockage des produits.
Les codes-barres améliorent l'efficacité, la sécurité, la rapidité et la visibilité des chaînes d'approvisionnement sur les canaux physiques et numériques.
Ils jouent un rôle crucial dans le secteur de la vente au détail, notamment sur les places de marché, en allant au-delà d'un passage en caisse plus rapide, en améliorant la gestion des stocks et des livraisons, et en offrant la possibilité de vendre en ligne à l'échelle mondiale.
Parmi les codes-barres développés et gérés par GS1, on trouve : EAN/UPC (principalement utilisé sur les biens de consommation), GS1 DataMatrix (principalement utilisé sur les produits de santé et produits techniques type pièces détachées), GS1-128 (très utilisé pour la logistique), GS1 DataBar et QR Code augmenté GS1.
Les codes-barres GS1 peuvent notamment contenir plusieurs identifiants numériques. GS1 a défini un codage sémantique modulaire et combinable de données définies au sein de ses codes-barres grâce à la publication de plus de 150 « identifiants d'application » (AI). Ces AI permettent d'encoder des informations telles que le GTIN (AI : (01)), le « pays d'origine » (AI : (422)), la « date d'expiration » (AI : (17)), parmi de nombreuses autres possibilités, y compris les URL (AI : (8200)).
Le standard GS1 le plus utilisé est le GTIN (Global Trade Item Number ou identifiant produit). Il identifie les produits de manière unique dans le monde et constitue la base du système GS1.
Les principaux standards GS1 sont les suivants :
- Application Level Events (ALE)
- Core Business Vocabulary (CBV)
- EAN/UPC barcodes
- EPC/RFID tags
- EPCIS
- Global Data Model
- Global Data Synchronization Network (GDSN)
- Global Document Type Identifier (GDTI)
- Global Individual Asset Identifier (GIAI)
- Global Identification Number for Consignment (GINC)
- Global Location Number (GLN)
- Global Product Classification (GPC)
- Global Returnable Asset Identifier (GRAI)
- Global Service Relationship Number (GSRN)
- Global Shipment Identification Number (GSIN)
- Global Trade Item Number (GTIN)
- GS1-128
- GS1 DataBar
- GS1 DataMatrix
- GS1 Digital Link
- GS1 EDI
- ITF-14
- Low-Level Reader Protocol (LLRP)
- Object Name Service (ONS)
- Serial Shipping Container Code (SSCC)

De nombreux standards GS1 sont également des standards ISO, notamment le GTIN, le GLN et le SSCC.
GS1 assure également le secrétariat du comité technique ISO sur les techniques d'identification automatique et de capture de données (ISO/IEC JTC 1/SC 31).
Les standards GS1 sont élaborés et maintenus via le processus de gestion des standards mondiaux GS1 (GSMP), un forum communautaire qui rassemble des représentants de différents secteurs et entreprises.

## Secteurs d'activités

### Commerce de détail et places de marché
Le commerce de détail a été le premier secteur avec lequel GS1 a commencé à collaborer et est resté son principal centre d'intérêt / secteur majoritaire. Aujourd'hui, GS1 est présent dans quatre sous-secteurs de la vente au détail à l'échelle mondiale : l'habillement, les produits frais, les biens de grande consommation et les marchandises non périssables.
Les principaux domaines d'intervention du commerce de détail comprennent le développement durable, la qualité des données, la conformité aux exigences réglementaires, la traçabilité des produits, de leur origine à leur livraison, et l'intégration en amont entre fabricants et fournisseurs.
Alors que les consommateurs se tournent de plus en plus souvent vers le commerce électronique au fil des ans, GS1 a développé des standards qui identifient de manière unique les produits au profit des consommateurs et des moteurs de recherche, fournissant des informations précises et complètes sur les produits sous forme numérique.
Les grandes enseignes de commerce électronique telles qu'eBay, Amazon et Google Shopping exigent des entreprises qu'elles utilisent un GS1 GTIN pour vendre sur leurs sites web.

### Santé
Depuis 2005, GS1 opère dans le secteur de la santé avec pour objectif principal d'améliorer la sécurité des patients et d'optimiser l'efficacité de la chaîne d'approvisionnement.
Plus de 70 pays disposent de réglementations ou d'exigences des partenaires commerciaux en matière de santé, où les standards GS1 sont utilisés pour les raisons susmentionnées, notamment pour les médicaments et les dispositifs médicaux. GS1 Healthcare compte parmi ses membres plus de 140 organisations de santé majeures à travers le monde.

### Autres secteurs
GS1 opère dans trois autres secteurs clés à l'échelle mondiale : le transport et la logistique, la restauration et les industries techniques dont le ferroviaire et la construction. Les 120 organisations membres de GS1, couvrant 150 pays à travers le monde, se concentrent collectivement sur des dizaines de secteurs industriels.